# Samulinniemi
Samulinniemi (anciennement Riihiniemi) est une péninsule dans le quartier d'Hämeenlahti à Jyväskylä en Finlande.

## Présentation
La péninsule Samulinniemi, qui s'avance dans le lac Päijänne, est organisée autour des rues Samulinranta et Saaranpolku.
Certaines maisons sont bâties sur les rives du lac Päijänne.
Le quartier résidentiel de Samulinniemi a une réputation de zone d'habitation pour les familles aisées,.